# Strongylognathus insularis
Strongylognathus insularis là một loài côn trùng thuộc họ Formicidae. Đây là loài đặc hữu của Ý.